# 傑克·普萊斯
傑克·普萊斯（英語：Jack Price；1992年12月19日—）是一位英格蘭足球運動員，在場上的位置是中場。他現在效力於英甲球隊施鲁斯伯里。他在2011年和狼隊簽訂了一份職業合同。

## 外部連結
- Official Wolves profile （页面存档备份，存于）
- 足球数据库：傑克·普萊斯的球员统计数据